# Partido Baath (Iraque)
O Partido Baath Socialista Árabe (também escrito Ba'th ou Ba’ath, "ressurreição" ou "renascimento"; em árabe: حزب البعث العربي الاشتراكي Hizb Al-Baath Al-'Arabi Al-Ishtiraki) foi um partido político Baathista com sede em Bagdá, Iraque. É uma das duas partes (com nomes idênticos) que surgiram a partir de 1966 com a divisão do original Partido Baath.
Em 1966 após um golpe de Estado na Síria, o inicial Partido Baath foi dividido ao meio; metade foi chefiada pela liderança do partido em Damasco, que estabeleceu o partido na Síria, e a outra metade com a sua liderança em Bagdá. Ambos os partidos mantiveram o mesmo nome e estruturas paralelas no mundo árabe, mas se tornaram tão antagônicos que a Síria - chefiada pelo seu partido Baath - se tornou o único Estado árabe a apoiar o Irã contra o Iraque durante a sangrenta Guerra Irã-Iraque, e ajudou a invadir o Iraque ao lado das forças de coalizão lideradas pelos Estados Unidos durante a Guerra do Golfo.
Os baathistas tomaram o poder no Iraque pela primeira vez na Revolução Ramadã em 1963, mas foram depostos vários meses depois, tomando poder de fato apenas em 1968 com a Revolução de 17 de Julho. O Partido Baath governou o país entre 1968 e 2003, nos primeiros anos em aliança com o partido comunista, aliança essa que seria quebrada posteriormente. Teve como liderança por muitos anos Saddam Hussein, sendo apoiado na ascensão pelos estadunidenses. Sob seu governo, o Iraque se transformou em um estado autoritário sob um regime unipartidário, onde apenas o partido Baath era permitido.
O Partido Baath foi proibido em 2003 pela Autoridade Provisória da Coalizão após a invasão do Iraque. Alguns autores atribuem a queda do partido a causa dos distúrbios no Oriente Médio no século XXI.
Hoje muitos ex-membros do partido fazem parte da insurgência iraquiana e partes do partido continuam ativos na ilegalidade. Foram liderados até 2020 pelo ex-braço direito de Saddam Hussein Izzat Ibrahim al-Douri, que escapou da captura pelas forças da coalizão e com a Execução de Saddam Hussein em 2006 se tornou presidente do partido, formando grupos de resistência como o Exército Naqshbandi, parte do Comando Supremo para a Jihad e Libertação, ambos liderados pessoalmente por al-Douri, Brigadas da Revolução de 1920 e o Conselho Militar Geral dos Revolucionários Iraquianos. Muitos outros ex-membros ao invés se juntaram a grupos jihadistas como a Al-Qaeda no Iraque, que posteriormente se tornariam o Estado Islâmico do Iraque e do Levante (EIIL).
Em 2014 com a ascensão do Estado Islâmico após uma uma bem sucedida ofensiva contra o norte do Iraque, parte da resistência baathista lutou a lado do grupo jihadista, embora muitos se recusaram e lutaram contra. Posteriormente com o avanço do ISIS, os baathistas vieram a fazer oposição ao EIIL também.
Como o falecimento da al-Douri, o líder do partido e dos seus movimentos de resistência se tornou o ex-embaixador Salah Al-Mukhtar.
O partido também tem filiais em outros países do mundo árabe, como o Partido da Vanguarda Nacional na Mauritânia ou o Partido Socialista Árabe Jordaniano Ba'ath.